# Myrioneuron pubifolium
Myrioneuron pubifolium är en måreväxtart som beskrevs av Charles-Joseph Marie Pitard. Myrioneuron pubifolium ingår i släktet Myrioneuron och familjen måreväxter.
Artens utbredningsområde är Vietnam. Inga underarter finns listade i Catalogue of Life.